# IC 1346
IC 1346 ist eine Balken-Spiralgalaxie vom Hubble-Typ SBb im Sternbild Wassermann. Sie ist schätzungsweise 387 Millionen Lichtjahre von der Milchstraße entfernt.
Das Objekt wurde am 7. August 1891 von dem Astronomen Stéphane Javelle entdeckt.